# Drymonia querna
Drymonia querna (tên tiếng Anh: Oak Marbled Brown) là một loài bướm đêm thuộc họ Notodontidae family. Nó được tìm thấy ở Trung Đông và mainland châu Âu ngoại trừ north.

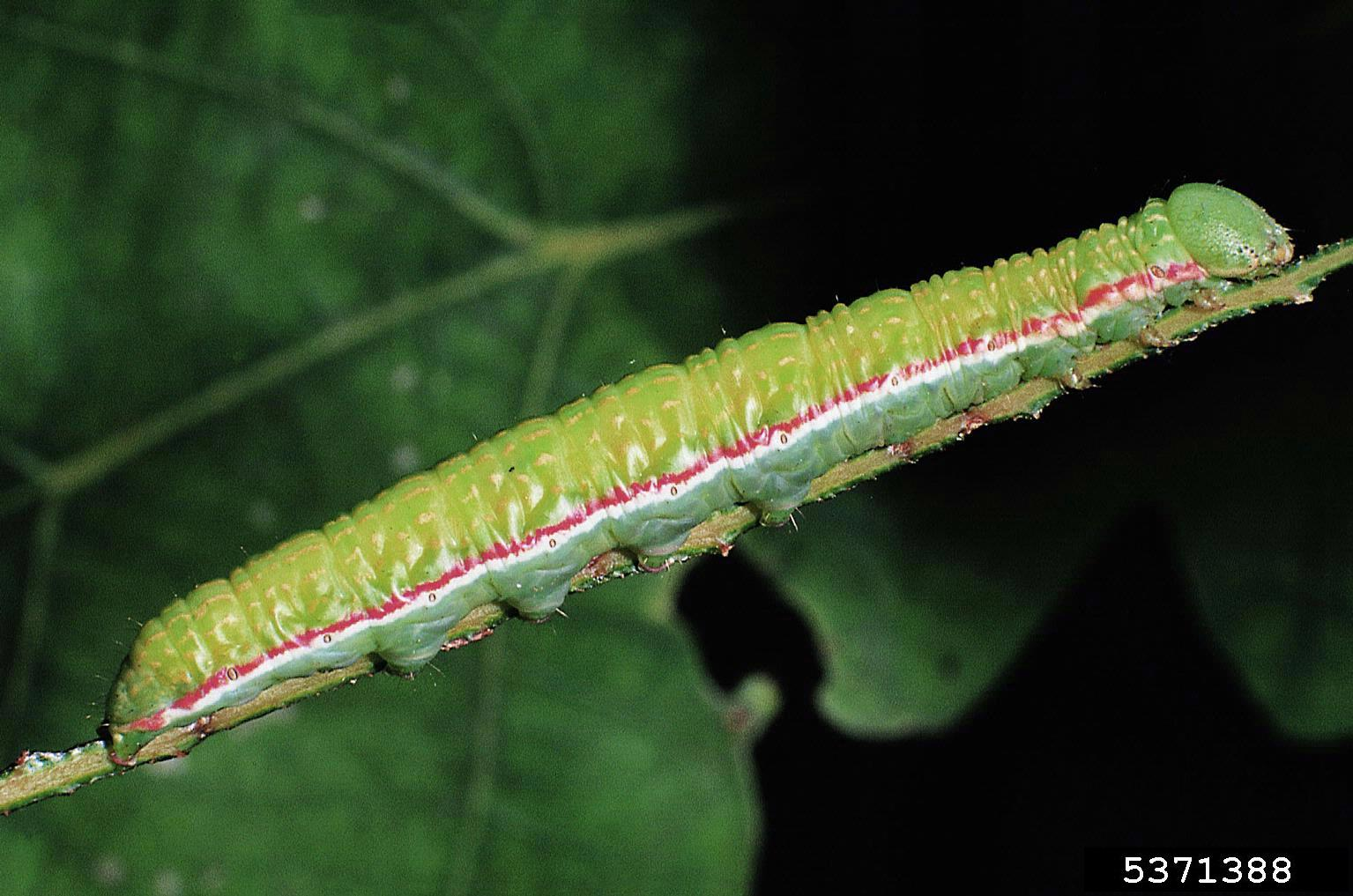
Sâu bướm

Sải cánh dài 38–43 mm. Con trưởng thành bay từ tháng 5 đến tháng 8 tùy theo địa điểm.
Ấu trùng ăn sồi và also European Beech.